# Tatranská Javorina
Tatranská Javorina (polsky Jaworzyna Spiska, německy Urengarten, maďarsky Tátrajavorina) je obec na Slovensku v okrese Poprad. K obci patří i osady Lysá Poľana a Podspády.  Území obce leží na hranici s Polskem. Na počátku 20. let 20. století byla obec předmětem mezinárodního sporu mezi Československem a Polskem. Je zde hraniční přechod Tatranská Javorina – Łysa Polana.

## Příroda

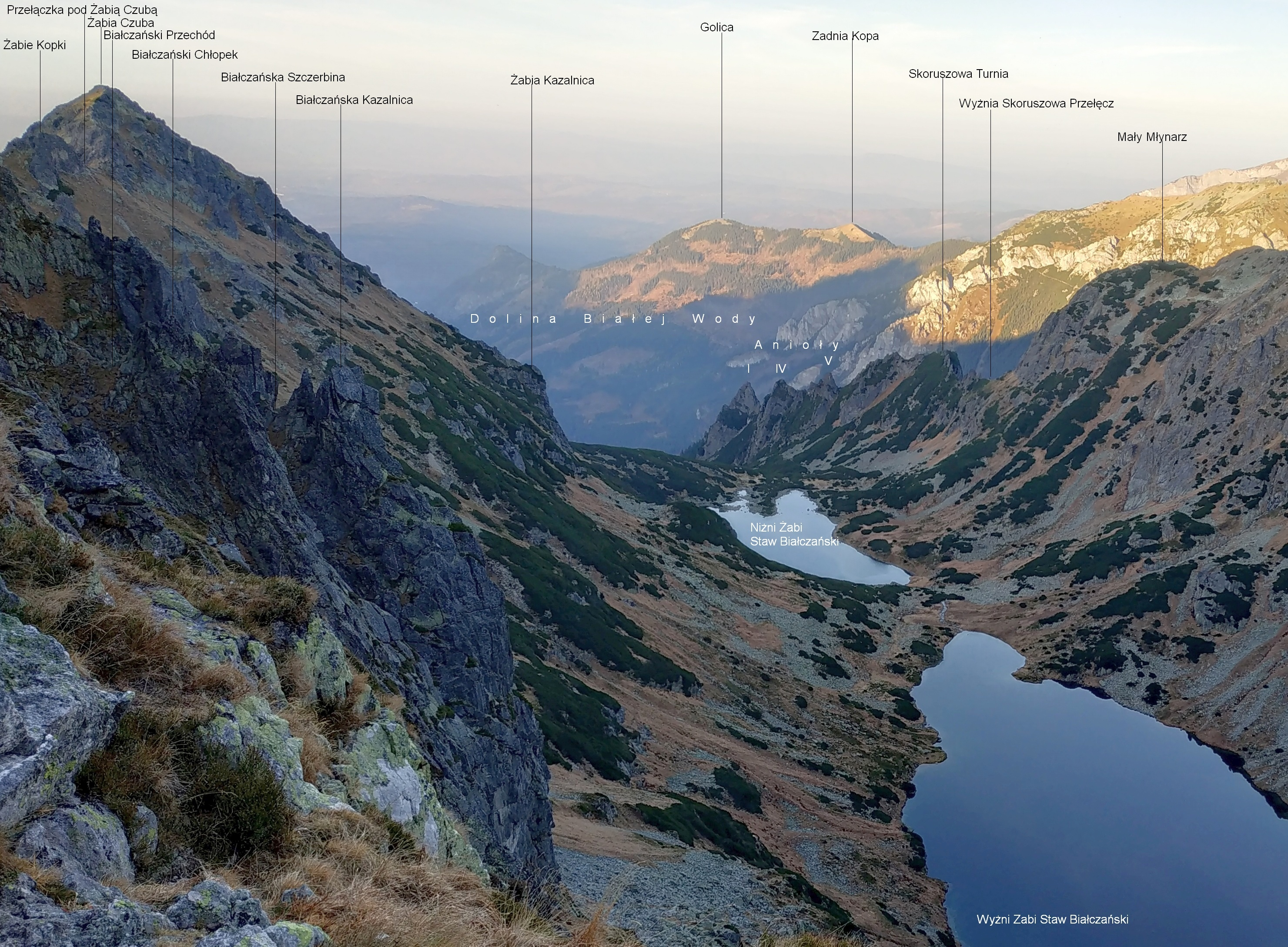
Dolina Žabích ples s okolními vrcholy

Obec leží na území Tatranského národního parku. Na katastru obce se nachází řada tatranských vrcholů, dolin a chráněných území.
V roce 1879 koupil Christian Kraft Hohenlohe-Oehringen jednu z nejvzácnějších částí Vysokých Tater s rozlohou přes 10 tisíc hektarů - panství Javorina. Do Javoriny přesídlil a zde zřídil správní centrum všech svých rozsáhlých evropských majetků a revírů. Přesídlil sem početný štýrský lesnický personál i s rodinami a žil tu spolu se svou družkou, polskou umělkyní Ottíliou Lubraniec-Dambskou. Záhy zde vybudoval lovecký zámeček (1885), kostel (1902) a další objekty... Mimo jiné i obrovskou oboru (okolo roku 1885), kde choval nejen místní, ale i mnoho exotických zvířat. Obora byla v roce 1987 oplocena (1200 ha) . V roce 1926 hrabě Hohenlohe umřel a jelikož byl bezdětný, oboru zdědil jeho synovec August Hohenlohe - Öhringen. Ten žil trvale v Maďarsku a o oboru neměl zájem, proto ji postupně likvidoval. O deset let později (1936) August Hohenlohe - Öhringen prodal celou Javorinu státu (ta se stala základem Tatranského národního parku). Obora zanikla. Při vzniku Tatranského národního parku představovalo javorinské panství jedno z přírodně nejzachovalejších území. Několik opatření na ochranu přírody z období knížete Hohenlohe plynule přešlo do zásad ochrany národního parku. 

## Pamětihodnosti

### Zámeček
Dřevěný zámeček v poloze s výhledem na Belianské i Vysoké Tatry dal v letech 1883-85 postavit tehdejší vlastník javorinského panství, pruský kníže Christian Kraft Hohenlohe-Oehringen. Navrhl jej architekt Jean Leindecker. Od roku 2004 je zámeček pod správou Kanceláře prezidenta Slovenské republiky, která umožňuje každý čtvrtek jeho prohlídku. Zámeček je od roku 2009 slovenskou národní kulturní památkou.

### Dřevěný kostelík
Římskokatolický dřevěný kostelík ve stylu lidové architektury dal postavit kníže Hohenlohe v letech 1902-1903 a je zasvěcen sv. Anně. 

## Osobnosti
- Christian Kraft Hohenlohe-Oehringen (1848–1926), německý šlechtic, politik a důlní průmyslník. a jeho partnerka Ottílie Lubraniec-Dambská – mají náhrobek na místním hřbitůvku.[5][6]

## Galerie

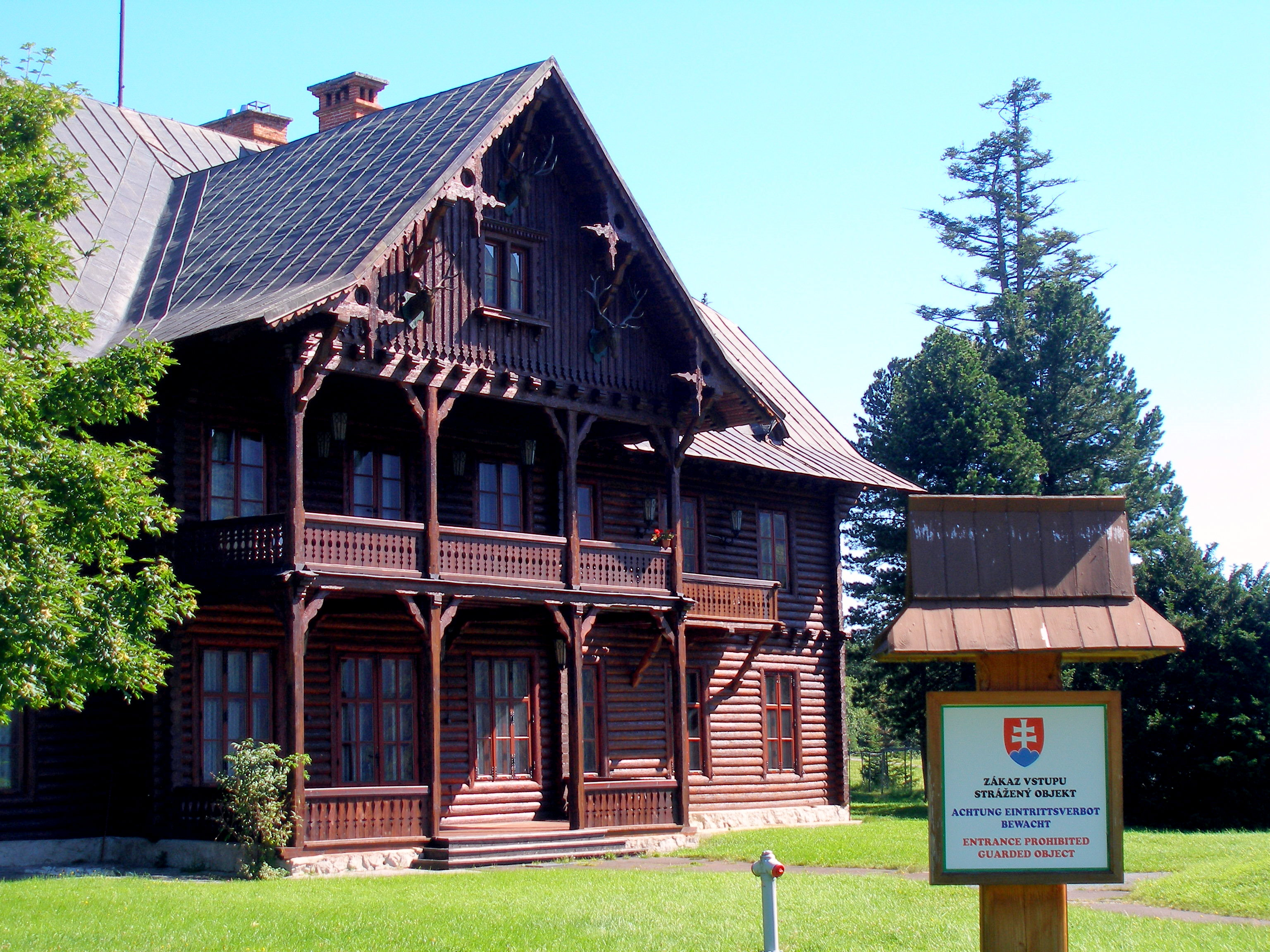
Zámeček Hohenlohe
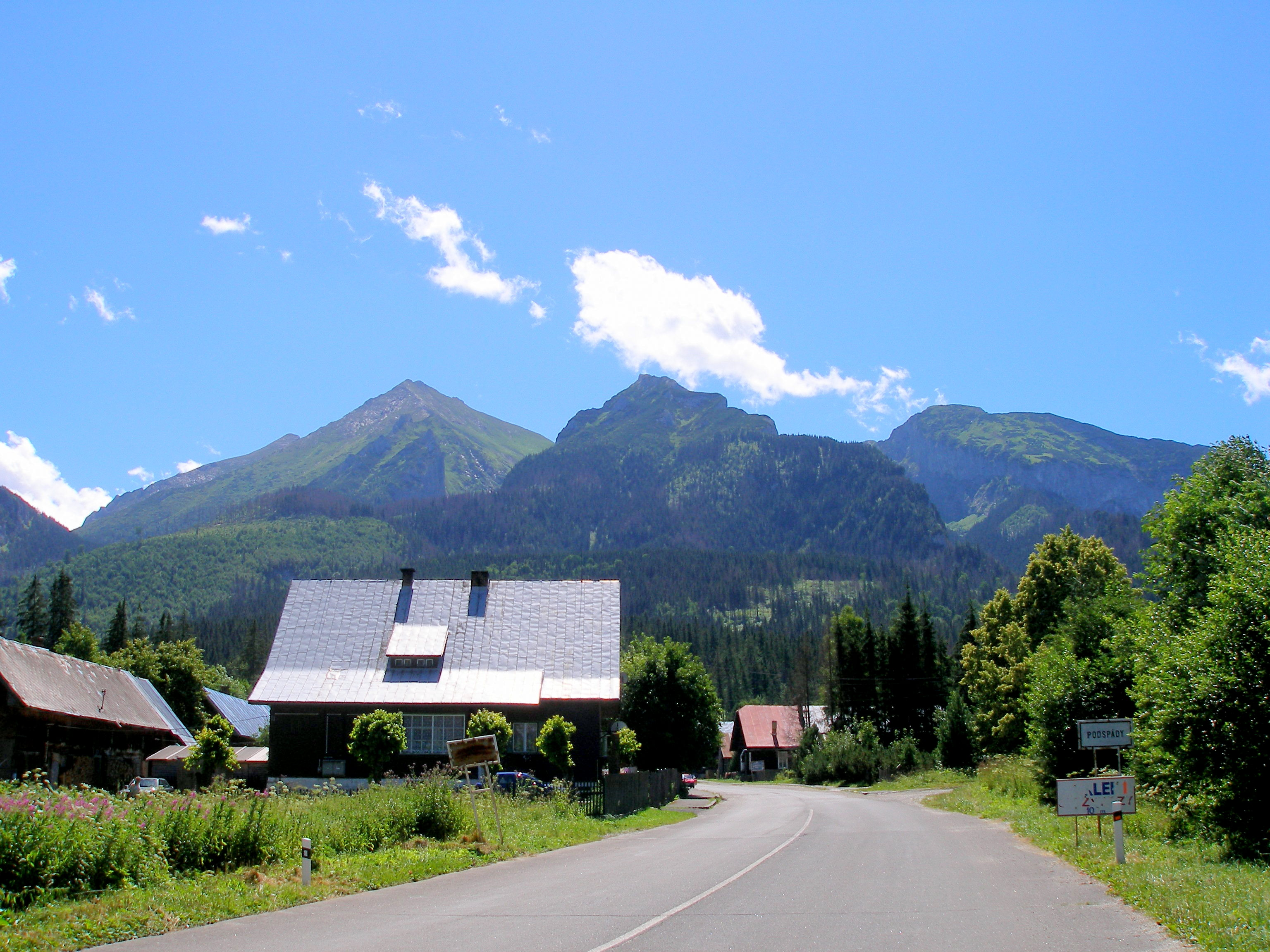
Podspády na hranici s Polskem
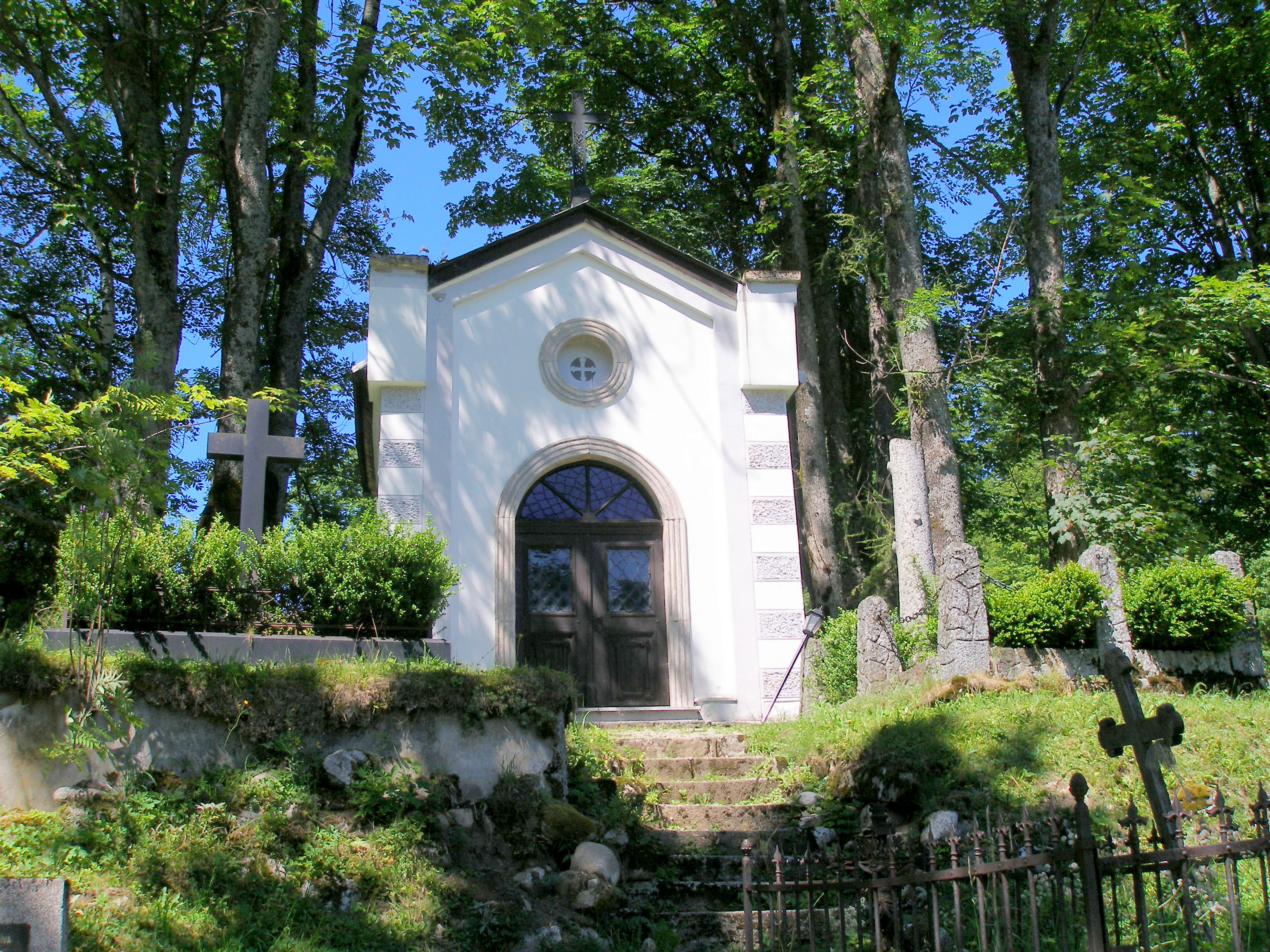
Místní hřbitov
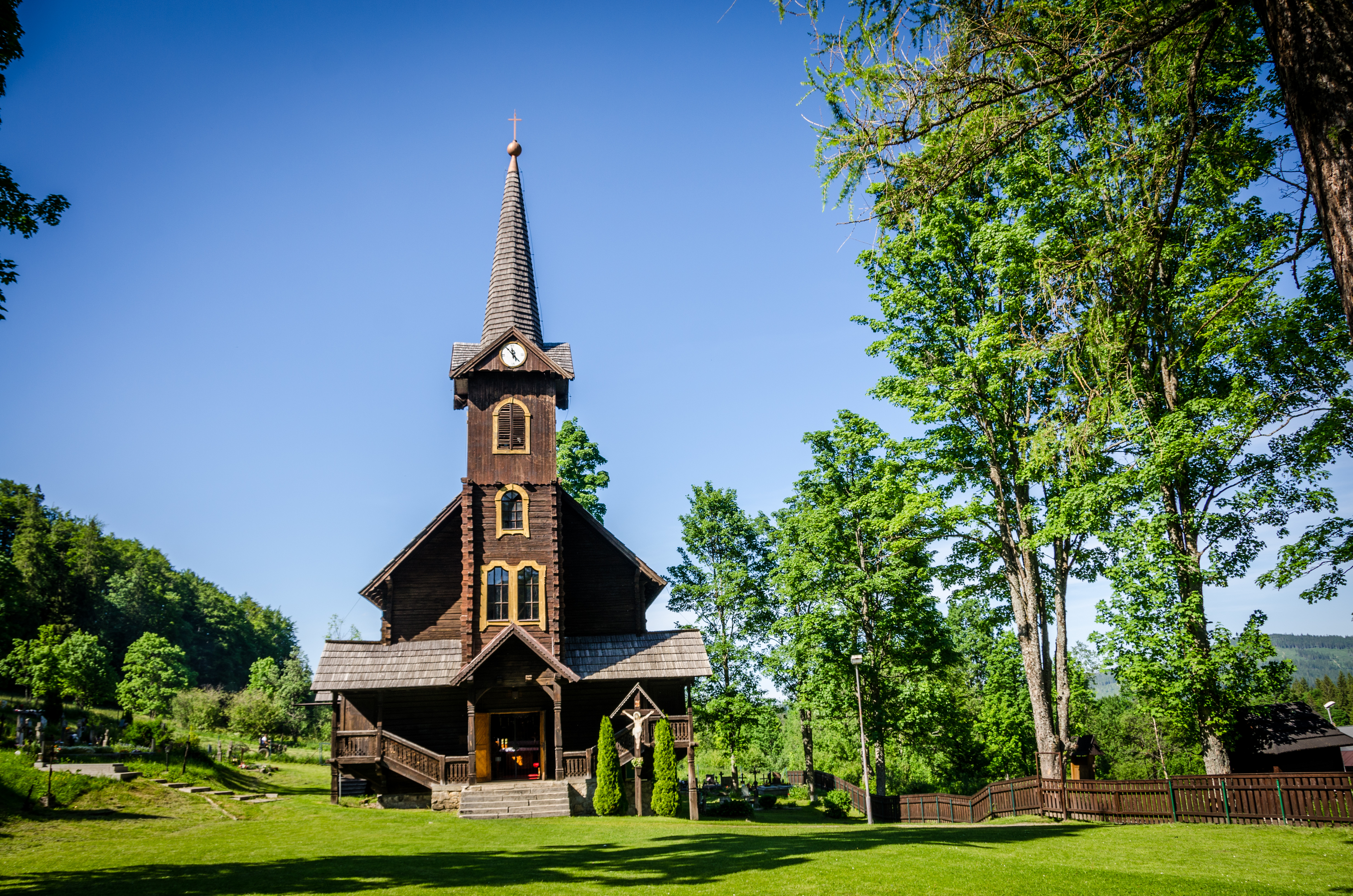
Kostel sv. Anny
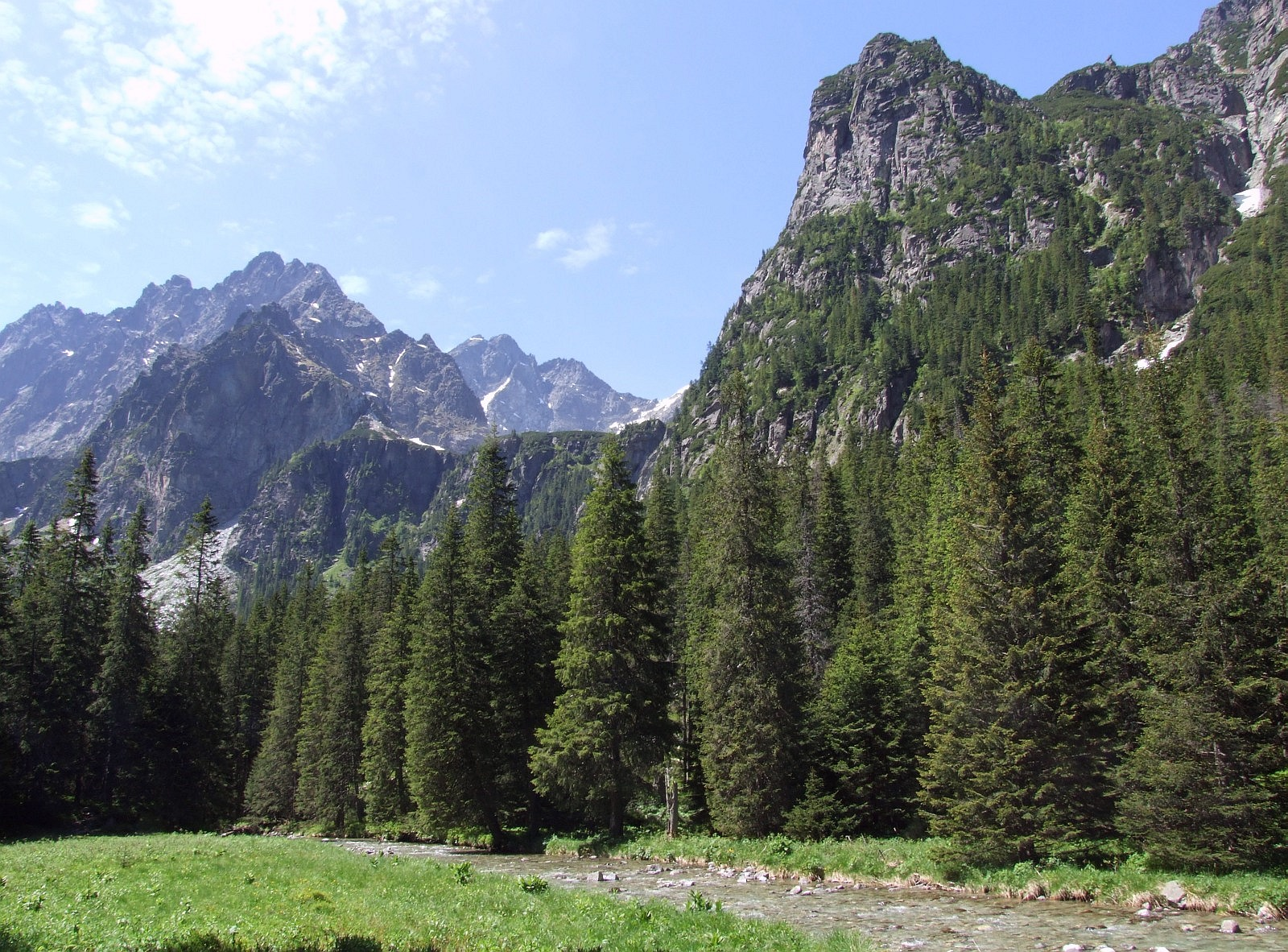
Bielovodská dolina
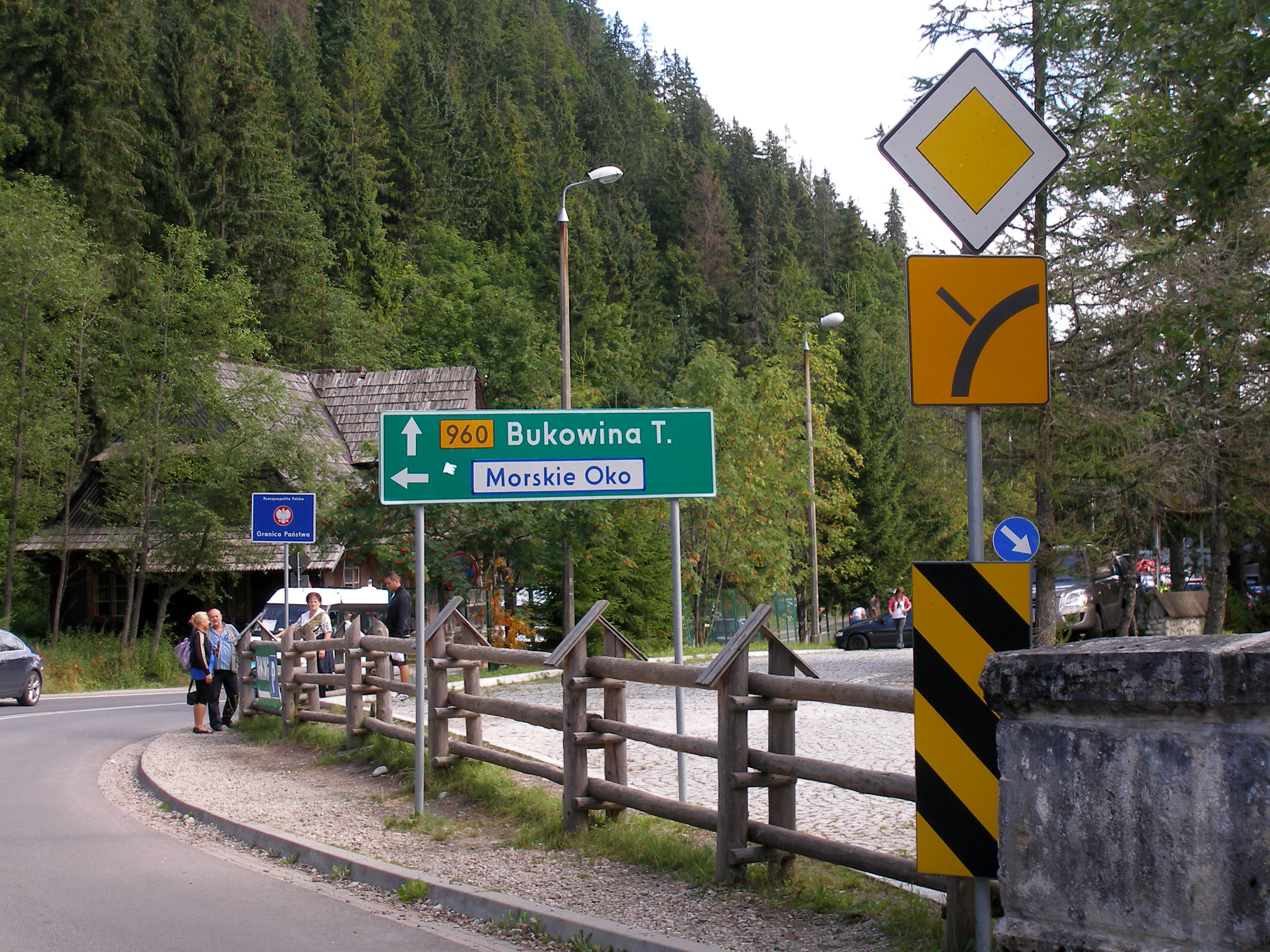
Hraniční přechod Lysá Poľana